# 石双琪
石双琪（1922年—1986年7月21日），男，直隶（今河北）唐县人，中华人民共和国政治人物，曾任中共保定市委第二书记、保定市人民政府市长。

## 生平
石双琪是直隶省唐县上庄村人。1937年抗日战争爆发后，石双琪参加了本村的抗日自卫队，历任副队长、队长、青救会主任等职务。1940年，石双琪加入中国共产党，历任支部委员、书记。 1942年，调到第四区区委会任职，历任区委宣传员、副书记、书记兼区游击队长。1943年5月，石双琪在战斗中身负重伤。1945年，石双琪任中共唐县县委组织部部长、完县（今顺平县）县委书记。
1947年夏，石双琪率民兵团支援前线，参加第二次国共内战，途中他将马匹让给伤员骑乘，自己则步行，最终完成了配合部队进行战斗的任务。1950年到1964年，石双琪历任中共涞源县委书记、中共保定地委组织部部长、中共新城（今高碑店市）县委书记、中共涿县县委第二书记、中共易县县委第一书记。在涞源县任职期间，他组织群众上山找矿，先后发现了铁、锰、铅、金、银、铜、石棉等矿藏，促进了山区致富，涞源县获评为全省模范县，石双琪则连续两年被评为模范县委书记。在涿县任职期间，石双琪患重病，不停吐血，但仍然坚持工作，最终中共保定地委做出决定，命其住院治疗。在易县任职期间，1963年当地发生了特大洪灾，他率30多位干部赴重灾区救灾，冒险强渡北、中、南三条易水河，最终赶到刘家台水库组织救灾。
1965年，石双琪调任中共毕节地委副书记。文化大革命中，石双琪受到迫害。1977年，石双琪调任中共贵阳市委书记兼贵阳市革命委员会副主任。1980年，石双琪调任中共保定市委第二书记。1982年7月，出任保定市人民政府市长。
1986年7月21日，石双琪在保定逝世。